# Jewgraf Semjonowitsch Sorokin

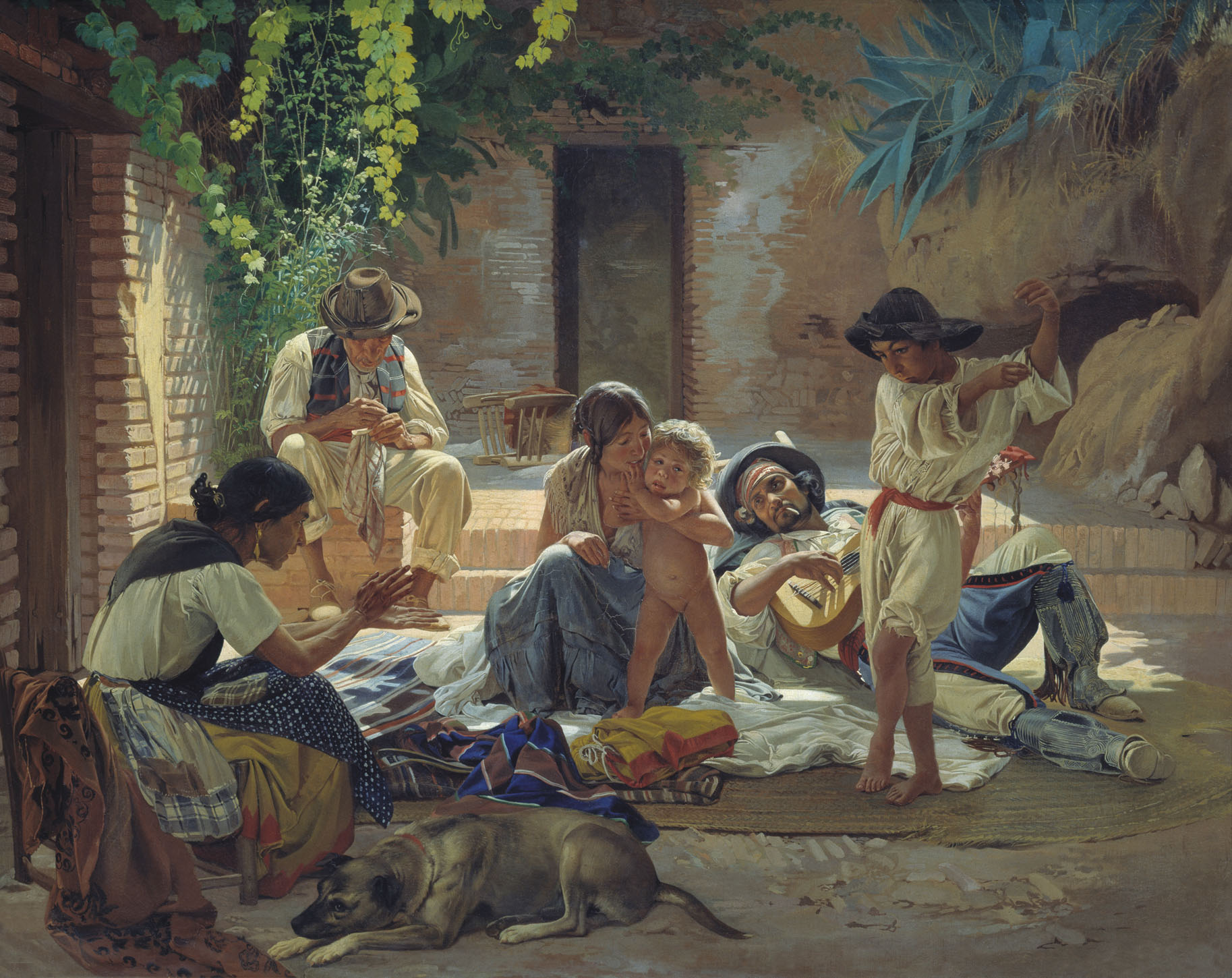
Sorokins Gemälde Spanische Zigeuner (russ. Испанские цыгане) aus dem Jahr 1853

Jewgraf Semjonowitsch Sorokin (russisch Евгра́ф Семёнович Соро́кин, wiss. Transliteration Evgraf Semënovič Sorokin; * 6. Dezember 1821 in Bolschije Soli im Gouvernement Kostroma, heute Nekrassowskoje, Oblast Jaroslawl; † 1892 in Moskau) war ein russischer Maler, der vorrangig auf dem Gebiet der Historienmalerei, der religiösen Malerei und der Genremalerei tätig war und bekannt wurde.
Seine erste Ausbildung auf dem Gebiet der Malerei erhielt er von einem einheimischen Künstler in Jaroslawl. 1841 wurde er in die Russische Kunstakademie in Sankt Petersburg aufgenommen. Im Jahr 1845 beendete er hier seine Ausbildung und ging für einige Jahre ins europäische Ausland. Er besuchte Deutschland, Belgien, Frankreich und Spanien sowie Syrien und Ägypten. Zurückgekehrt nach Russland, wurde er zum Akademiker der Künste ernannt. 1859 lehrte er in der Zeichenklasse der Moskauer Hochschule für Malerei, Bildhauerei und Architektur. 1878 wurde er zum Professor berufen.
Sorokin schuf Ikonen und Wanddarstellungen mit den Bildnissen der Evangelisten; daneben entstanden eine Reihe von Gemälden, die Szenen des Lebens in Italien und Spanien zum Inhalt haben. In den 1860er Jahren leitete er die Arbeiten an der Moskauer Christ-Erlöser-Kathedrale.

## Werke (Auswahl)
- Spanische Zigeuner (Испанские цыгане)
- Wiedersehen (Свидание)
- Bettelmädchen in Spanien (Нищая девочка, в Испании)